# Euxoa divulsa
Euxoa divulsa är en fjärilsart som beskrevs av Corti 1932. Euxoa divulsa ingår i släktet Euxoa och familjen nattflyn. Inga underarter finns listade i Catalogue of Life.